# Cantonul Vizille
Cantonul Vizille este un canton din arondismentul Grenoble, departamentul Isère, regiunea Rhône-Alpes, Franța.

## Comune
- Brié-et-Angonnes
- Champagnier
- Chamrousse (parțial)
- Champ-sur-Drac
- Jarrie
- Laffrey
- Montchaboud
- Notre-Dame-de-Commiers
- Notre-Dame-de-Mésage
- Saint-Barthélemy-de-Séchilienne
- Saint-Georges-de-Commiers
- Saint-Jean-de-Vaulx
- Saint-Pierre-de-Mésage
- Séchilienne
- Vaulnaveys-le-Bas
- Vaulnaveys-le-Haut
- Vizille (reședință)